# NGC 1633
NGC 1633 في الفهرس العام الجديد، هي مجرة، تقع في كوكبة الثور (كوكبة). اكتشفت في 9 ديسمبر 1798 بواسطة ويليام هيرشل.

## روابط خارجية
- NGC 1633 على موقع ويكي سكاي: DSS2, SDSS, GALEX, IRAS, Hydrogen α, X-Ray, Astrophoto, Sky Map, Articles and images